# Постоянная Ридберга
Постоя́нная Ри́дберга — фундаментальная физическая постоянная, используемая в формулах для расчёта уровней энергии и частот излучения атомов. Введена шведским учёным Йоханнесом Робертом Ридбергом в 1890 году при изучении спектров излучения атомов. Обозначается как {\displaystyle R}. Для тяжёлых ядер используется обозначение {\displaystyle R_{\infty }}, для водорода — {\displaystyle R_{\text{H}}}.
Данная константа изначально появилась как эмпирический, "подгоночный" параметр в формуле Ридберга, описывающей спектральные серии водорода. Позже Нильс Бор показал, что её значение можно вычислить из более фундаментальных постоянных, объяснив их связь с помощью своей модели атома (модель Бора). Постоянная Ридберга является предельным значением наивысшего волнового числа любого фотона, который может быть испущен атомом водорода; с другой стороны, это волновое число фотона с наименьшей энергией, способного ионизировать атом водорода в его основном состоянии.
Также используется тесно связанная с постоянной Ридберга внесистемная единица измерения энергии, называемая просто ридберг и обозначаемая Ry. Она соответствует энергии фотона, волновое число которого равно постоянной Ридберга, то есть энергии ионизации атома водорода (в приближении бесконечно тяжёлого ядра).
По состоянию на 2012 год, постоянная Ридберга и g-фактор электрона являются наиболее точно измеренными фундаментальными физическими постоянными.

## Численное значение
Численное значение константы Ридберга, рекомендованное CODATA в 2020 году, составляет:
{\displaystyle R_{\infty }} = 10 973 731,568 160(21) м−1.
Для лёгких атомов постоянная Ридберга имеет следующие значения:
- Водород: RH ≈ 10 967 758,341 м−1;
- Дейтерий: RD ≈ 10 970 741,7 м−1;
- Гелий: RHe ≈ 10 972 226,7 м−1.

Как видно, с увеличением массы ядра значение постоянной Ридберга стремится к {\displaystyle R_{\infty }}, которая является пределом для водородоподобного атома с бесконечно тяжёлым ядром.
В атомной физике константа часто применяется в виде энергетической единицы (ридберг):
{\displaystyle \mathrm {Ry} =R\cdot h\cdot c=2\pi \hbar cR={\frac {me^{4}}{2\hbar ^{2}}}={\frac {e^{2}}{2a_{0}}}}, где {\displaystyle a_{0}} — боровский радиус.
Численное значение:
Ry = 13,605 693 122 994(26) эВ = 2,179 872 361 1035(42)⋅10−18 Дж.

## Свойства
Постоянная Ридберга входит в общий закон для спектральных частот следующим образом:
{\displaystyle \nu =R{Z^{2}}\left({\frac {1}{n^{2}}}-{\frac {1}{m^{2}}}\right)}
где {\displaystyle \nu } — волновое число (по определению, это обратная длина волны или число длин волн, укладывающихся на 1 см), Z — порядковый номер атома.
{\displaystyle \nu ={\frac {1}{\lambda }}} см−1
Соответственно, выполняется
{\displaystyle {\frac {1}{\lambda }}=R{Z^{2}}\left({\frac {1}{n^{2}}}-{\frac {1}{m^{2}}}\right)}
Если считать массу ядра атома бесконечно большой по сравнению с массой электрона (то есть считать, что ядро неподвижно), то постоянная Ридберга для частоты в Гц будет определяться как
{\displaystyle R={\frac {me^{4}}{4\pi c\hbar ^{3}}}}
в системе СГС, где {\displaystyle m} и {\displaystyle e} — масса и заряд электрона, {\displaystyle c} — скорость света, а {\displaystyle \hbar } — постоянная Дирака или приведённая постоянная Планка.
В Международной системе единиц (СИ) для частоты в Гц:
{\displaystyle R_{c}={\frac {mk^{2}e^{4}}{4\pi \hbar ^{3}}}}
{\displaystyle R_{c}={\frac {2m\pi ^{2}k^{2}e^{4}}{h^{3}}}}
где {\displaystyle k=c^{2}\times 10^{-7}} — коэффициент из закона Кулона. Численное значение:
{\displaystyle R_{c}} = 3,289 841 960 2508(64)⋅1015 Гц.
Обычно, когда говорят о постоянной Ридберга, имеют в виду постоянную, вычисленную при неподвижном ядре. При учёте движения ядра масса электрона заменяется приведённой массой электрона и ядра и тогда
{\displaystyle R_{i}={\frac {R_{\infty }}{1+{\frac {m}{M_{i}}}}}}, где {\displaystyle M_{i}} — масса ядра атома.
Для обычных атомов приведённая масса, выражающаяся как {\displaystyle {\frac {M_{i}m}{M_{i}+m}}}, близка к массе электрона, поскольку {\displaystyle M_{i}\gg m}, а значит и {\displaystyle R_{i}\approx R_{\infty }.} Однако для атома позитрония, состоящего из электрона и позитрона — частиц с одинаковой массой, приведённая масса равна {\displaystyle {\frac {m}{2}}}, и, следовательно, {\displaystyle R_{i}={\frac {R_{\infty }}{2}}.}